# Ассамо
Ассамо (араб. أسامو‎, также: Ina ‘Assamo, Vasama) — город на юге Джибути, в регионе Али-Сабих, в 122 км к югу от столицы Джибути. Население города, включая кочевые и полукочевые районы, оценивается в 1211 человек.

## Географическое положение
Местность вокруг города холмистая. Город расположен на высоте 655 метров над уровнем моря. Самая высокая точка в округе находится в 1 км к северу от Ассамо — высота 763 метра. Окрестности города мало заселены, плотность населения 16 жителей на квадратный километр. Территория вокруг Ассамо бесплодна и почти не имеет растительности. Население в основном занимается животноводством.

## Климат
В районе преобладает степной климат. Средняя годовая температура в этом районе 29 °C. Самый теплый месяц — май, когда средняя температура составляет 34 °C, а самый холодный — январь, 23 °C. Среднее годовое количество осадков составляет 498 миллиметров. Самый влажный месяц — июль, со средним количеством осадков 104 мм, а самый сухой — декабрь, с 1 мм осадков.